# ترسيم المرأة في الرتب الدينية المسيحية
يُمارَس ترسيم المرأة في الرتب الدينية المسيحية بصورة متزايدة في الكنائس البروتستانتية والكاثوليكية القديمة منذ بداية القرن العشرين. بدأت بعض الكنائس ذات التقاليد الأرثوذكسية، مثل الكنيسة القبطية الأرثوذكسية، منذ العصور القديمة بترقية النساء إلى منصب الشماسية. يُعد ترسيم النساء في الرتب الدينية موضوعًا مثيرًا للجدل والخلاف على الرغم من الموافقة عليه في العديد من الطوائف.
الترسيم هو العملية التي يُكرَّس فيها الأشخاص من قبل الطوائف المسيحية، أي فصلهم كرجال دين لأداء مختلف الطقوس والاحتفالات الدينية مثل الاحتفال بالأسرار المقدسة. تختلف عملية ومراسم الترسيم حسب الطائفة، ويُطلق أحيانًا على الشخص الذي يستعد لعملية الترسيم أو الذي يخضع لها اسم المرشَّح للرسامة. يُشار أحيانًا إلى القداس الإلهي المستخدم في الترسيم على أنه دليل الترسيم.

## الترسيم بحكم التقاليد

### حركة تجديدية العماد

#### الأخوة
- بدأت الكنيسة الأخوية ترسيم النساء منذ عام 1958.[2]

#### المينوناتية
- مارس المؤتمر الكندي لكنائس الأخوة المينوناتية ترسيم النساء.[3]
- تمارس الكنيسة المينوناتية في كندا ترسيم النساء.
- لا تمارس الكنيسة الأخوية المينوناتية ترسيم النساء ليصبحن كاهنات قياديات.
- تمارس الكنيسة المينوناتية بالولايات المتحدة الأمريكية ترسيم النساء.
- تمارس الأخوية في كنيسة المسيح ترسيم النساء في جميع المناصب القيادية، بما في ذلك الأسقفية.[4]

### الأنجليكانية
أصبح ترسيم النساء في الطائفة الأنجليكانية شائعًا بكثرة في بعض الأبرشيات منذ سبعينيات القرن العشرين. استمرت العديد من الأبرشيات (مثل كنيسة باكستان: وهي كنيسة بروتستانتية موحدة أُنشِئَت نتيجة اتحاد بين الأنجليكانيين واللوثريين والميثوديين والمشيخيين)، وبعض الأبرشيات داخل المقاطعات الأخرى التي تمارس الترسيم (مثل أبرشية سيدني في الكنيسة الأنجليكانية في أستراليا)، في ترسيم الرجال فقط. ساهمت الخلافات حول ترسيم النساء في الرتب الدينية في إنشاء ونمو الميول الانفصالية المحافظة، مثل إعادة التنظيم الأنجليكاني واستمرار الحركات الأنجليكانية.
تمارس بعض الأبرشيات داخل الطائفة الأنجليكانية، مثل الكنيسة الأسقفية البروتستانتية في الولايات المتحدة الأمريكية، ترسيم النساء في الرتب الكهنوتية التقليدية الثلاثة للأسقفية والكهنوتية والشماسية. تمارس الأبرشيات الأخرى ترسيم النساء برتبتي الشماسية والكهنوتية، ولكنها لا تصل إلى رتبة الأسقفية، ولا تتعدى بعض الأبرشيات الأخرى الترسيم برتبة الشماسية، وذلك بالإضافة إلى سبع أبرشيات لا توافق على ترسيم النساء في أي رتبة.

### المعمدانية
تشمل المجموعات المعمدانية التي لا تدعم ترسيم النساء ما يلي:
- لا يدعم المذهب المعمداني الجنوبي (أكبر الطوائف المعمدانية المختلفة) ترسيم النساء؛ ولكن بعض الكنائس التابعة للمذهب المعمداني الجنوبي لم يكن لديها مشكلة في ترسيم النساء. تتمتع كل كنيسة تابعة للمذهب المعمداني الجنوبي بالاستقلالية وحق الرغبة في ترسيم النساء أم لا؛ في حين تملك الجمعيات والمذاهب المحلية أيضًا الحق في عدم تعيين رسل من تلك الكنائس في الاجتماعات السنوية، ولكن البعض قد فعل ذلك.

تشمل المجموعات المعمدانية التي تمارس ترسيم النساء:
- الولايات المتحدة: الكنائس المعمدانية الأمريكية بالولايات المتحدة الأمريكية، وتحالف المعمدانيين، والزمالة المعمدانية التعاونية، والمذهب المعمداني الوطني في الولايات المتحدة الأمريكية، والمذهب المعمداني الوطني التقدمي، والمذهب التقاربي (المذهب المعمداني العام).[8]
- الاتحاد المعمداني لبريطانيا العظمى منذ عام 1922.
- الخدمات المعمدانية الكندية منذ عام 1947.[9]
- الخدمات المعمدانية الأسترالية منذ عام 1978.[10][11]
- مذهب الكنائس المعمدانية الفلبينية منذ عام 1980.[10]
- اتحاد الكنائس الإنجيلية الحرّة في ألمانيا منذ عام 1992.[10]
- مذهب أوكيناوا المعمداني، اليابان.[12]

### الكاثوليكية
لا تدعم الكنيسة الكاثوليكية ترسيم النساء في الرتب الدينية، وتهدف منظمة الكاهنات الكاثوليكية الرومانية إلى محاولة تغيير هذه السياسة.

### اللوثرية

#### أوروبا
- تدعم الكنائس اللوثرية داخل الكنيسة الإنجيلية في ألمانيا ترسيم النساء، وتملك أساقفة نساء.
- لا تمارس الكنيسة الإنجيلية اللوثرية المستقلة في ألمانيا ترسيم النساء.
- تراجعت الكنيسة الإنجيلية اللوثرية في لاتفيا عن قرارها السابق لعام 1975 بتعيين النساء كقساوسة، وتوقفت عن ذلك منذ عام 1993، وعادت منذ عام 2016 للتأكيد على هذا المبدأ في دستورها.
- عملت كنائس الدولة اللوثرية في بلدان الشمال الأوروبي على ترسيم النساء كقساوسة، وتضم أساقفة نساء. حدث أول ترسيم لقساوسة نساء في كنيسة الدنمارك في عام 1948، والسويد في عام 1960، والنرويج في عام 1961، وأيسلندا في عام 1974 وفنلندا في عام 1988.
  - حدث أول ترسيم لنساء قساوسة في كنيسة السويد في عام 1960، وكان هناك جدل كبير في هذه الكنيسة حول ترسيم النساء، مما أدى إلى تهميش أقلية ذات أصوات معروفة في الكنيسة العليا، والتي انقسم من فيها على التوالي إلى أتباع الكنيسة العليا الموالين من جهة، والمجموعة المنشقة في الأبرشية التبشيرية، التي شكلها مجموعة من معارضي ترسيم النساء في عام 2003، والتي فُصِلَت في عام 2005 كهيئة كنسية عن كنيسة السويد.
  - قبلت كنيسة فنلندا ترسيم النساء في عام 1988، إلا أن الجدل حول هذه القضية يظهر أحيانًا بين الجناح الأكثر تحفظًا في الكنيسة. تسببت المناقشات العرضية حول هذه المسألة في استقالة أعضاء الكنيسة.
- بدأت الكنيسة الإنجيلية اللوثرية الإستونية ترسيم النساء في عام 1967، وأُزيحَت جميع العقبات التي تمنع تكريس النساء كأساقفة في عام 2004، وذلك على الرغم من عدم تكريس أي امرأة بعد ذلك العام.
- بدأت الكنيسة الإنجيلية لطائفة أوغسبورغ في بولندا ترسيم النساء كقساوسة منذ عام 2022، ولديها الآن 9 قساوسة من النساء.[14]
- بدأت الكنيسة الإنجيلية لطائفة أوغسبورغ في سلوفاكيا في ترسيم النساء كقساوسة منذ عام 1951، ويمكن انتخاب النساء أساقفة.[15]
- مكّنت الكنيسة الإنجيلية السلوفاكية التابعة لطائفة أوغسبورغ في صربيا ترسيم النساء كقساوسة، إذ يوجد 6 نساء قسيسات بين كل 20 قسيسًا في صربيا.

#### الولايات المتحدة
- تُعد الكنيسة الإنجيلية اللوثرية في أمريكا أكبر هيئة لوثرية في الولايات المتحدة. بدأت الهيئات الكنسية التي شكلت الكنيسة الإنجيلية اللوثرية في أمريكا في عام 1988 ترسيم النساء في عام 1970، وبدأت ذلك في ترسيم إليزابيث بلاتز. كان حوالي 27% من القادة المدرجين في قائمة عام 2017 من النساء، وحوالي 50% من الإكليريكيين الذين يستعدون للخدمة كانوا من النساء. انتُخِبت إليزابيث إيتون أول أسقف أنثى للكنيسة الإنجيلية اللوثرية في أمريكا في عام 2013. كان هناك 16 امرأة من بين 65 أسقفًا سينودوسيًا، بالإضافة إلى الرئيس الأسقف إليزابيث إيتون، في الكنيسة في عام 2018.[16]
- سمحت الكنيسة اللوثرية العامة بترسيم النساء.
- لم تسمح الكنيسة اللوثرية- سينودوس ميسوري، وهي ثاني أكبر هيئة لوثرية في الولايات المتحدة، بترسيم النساء.
- تسمح المذاهب اللوثرية التبشيرية أيضًا بترسيم النساء.[17]
- تأسست الكنيسة اللوثرية في أمريكا الشمالية في عام 2010 وتسمح بترسيم النساء. أقامت الكنيسة حوارًا مسكونيًا مع عدد من الهيئات اللوثرية، سواء تلك التي تسمح بترسيم النساء وتلك التي لا تسمح به.
- لا يسمح السينودوس الإنجيلي اللوثري في ولاية ويسكونسن بترسيم النساء.[18]
- لا يسمح السينودوس الإنجيلي اللوثري بترسيم النساء.
- لا تسمح كنيسة الاعتراف اللوثرية بترسيم النساء.[19]
- عملت الكنيسة البروتستانتية اللوثرية الإنجيلية على ترسيم النساء منذ إنشائها في عام 2000، ولا تعتبر ترسيم النساء قضية مثيرة للجدل، وتسمح بترسيم/تكريس النساء في جميع الرتب، بما في ذلك الشماسية والكهنوتية والأسقفية.

#### أفريقيا
قررت الكنيسة الإنجيلية اللوثرية في تنزانيا ترسيم النساء في عام 1990، ولكن ليس لديها أي أساقفة من النساء. ما تزال بعض الأبرشيات تعارض ترسيم النساء.
بدأت الكنيسة الإنجيلية الإثيوبية ميكان ييسوس (مكان يسوع) في ترسيم النساء في عام 2000؛ ولكنها لم تستمر في هذه الممارسة منذ أن أصبحت اللوثرية المذهبية أقوى في هذه الهيئة الكنسية خلال السنوات الأخيرة.